# Mayr-guvat
A Mayr-guvat (Rallina mayri) a madarak osztályának darualakúak (Gruiformes) rendjébe és a guvatfélék (Rallidae) családjába tartozó faj.

## Rendszerezése
A fajt Ernst Hartert német ornitológus írta le 1930-ban, a Rallicula nembe Rallicula rubra mayri néven. Egyes szervezetek Rallicula mayri néven sorolják be.

## Előfordulása
Új-Guinea szigetének északi részén, Indonézia és Pápua Új-Guinea területén honos. Természetes élőhelyei a szubtrópusi vagy trópusi síkvidéki és hegyi esőerdők. Állandó, nem vonuló faj.

## Megjelenése
Testhossza 23 centiméter.

## Természetvédelmi helyzete
Az elterjedési területe kicsi, egyedszáma viszont stabil. A Természetvédelmi Világszövetség Vörös listáján nem fenyegetett fajként szerepel.